# 北京远望楼宾馆
北京远望楼宾馆，位于北京市海淀区北三环中路57号，是一间由中国融通旅业发展集团有限公司管理的旅馆，前身为1983年建成的国防科工委招待所，2019年脱离军队系统前为中央军委机关事务管理总局直属单位。

## 简介
远望楼宾馆于1983年6月建成并投入使用，由原中华人民共和国国防部部长张爱萍题写馆名“远望楼”，所在地块原为二机部九院。该宾馆曾以“北京远望楼宾馆”之名进行企业工商登记，其上级单位是中国人民解放军国防科学技术工业委员会司令部管理局。随着1998年中国人民解放军国防科学技术工业委员会的撤销，“北京远望楼宾馆”在1998年12月17日注销了企业工商登记。该宾馆转隶中国人民解放军总装备部，成为中国人民解放军总装备部第一招待所（远望楼宾馆）。2016年，中国人民解放军总装备部第一招待所（远望楼宾馆）获评为中央和北京市的北京地区（城六区）2016-2018年度会议定点单位。
2006年3月，远望楼宾馆按照四星级饭店标准进行改扩建，2008年5月重张开业。重张开业后，该宾馆营业面积5.5万平方米，设有各类客房348间（套），会议室12个，餐厅28个，以及各类康体娱乐设施。
远望楼宾馆经常承接“全国两会”代表团接待任务及军队各类高级会议。
2016年，在深化国防和军队改革中，转隶中央军委机关事务管理总局，2017年9月15日零时起全面停止开展一切对外有偿服务，直至2019年从军委剥离，转隶融通旅发后恢复对外服务。